# Służba Informacji o Szpitalach
Służba Informacji o Szpitalach (SIS; ang. Hospital Information Services) – jednostka organizacyjna powołana przez Świadków Jehowy w 1988 roku w celu nadzorowania pracy międzynarodowej sieci Komitetów Łączności ze Szpitalami. Służba ta powstała z myślą o ułatwieniu kontaktów Świadków Jehowy ze środowiskiem medycznym. W 2001 roku z Komitetami Łączności ze Szpitalami współpracowało ponad 100 tysięcy lekarzy w 150 krajach świata.
Na całym świecie utworzono około 2000 Komitetów Łączności ze Szpitalami, w których usługuje ponad 16 000 osób.

## Opis
Celem działalności Służby Informacji o Szpitalach jest zapewnienie członkom wyznania możliwie jak najlepszej opieki lekarskiej z uwzględnieniem leczenia bez użycia krwi. Świadkowie Jehowy, jak sami przyznają, pragną kierować się zasadą: „wymiana myśli i współpraca, a nie konfrontacja”. Polski oddział tej służby skierował w lutym 1993 roku list do Naczelnej Izby Lekarskiej następującej treści:

„Pragniemy na ręce Naczelnej Izby Lekarskiej złożyć podziękowanie wszystkim lekarzom, którzy ofiarnie nieśli nam pomoc w wielu trudnych, niekiedy dramatycznych przypadkach, szanując przy tym wolę pacjenta. Było to żywym unaocznieniem, jak rzetelna wiedza, ofiarność i wartości humanitarne lekarza zjednują mu głębokie zaufanie i wdzięczność chorego i jego rodziny. Lekarze ci nie tylko ratowali pacjentom zdrowie i życie, lecz także pomagali w zachowaniu uznawanych wartości, które Świadkowie Jehowy cenią najwyżej. Wszyscy ci lekarze postąpili zgodnie z Przyrzeczeniem Lekarskim, by chorym nieść pomoc bez żadnych różnic, takich jak: rasa, religia, narodowość i inne, mając na celu wyłącznie ich dobro i okazując należny szacunek. W oczach pacjentów przydali oni swą postawą godności stanowi lekarskiemu. Bez względu na to, czy chorujemy i musimy się leczyć, czy też cieszymy się dobrym zdrowiem, pragniemy traktować lekarzy jako swoich bliźnich cieszymy się, gdy nam to ułatwiają!”

Służba Informacji o Szpitalach koordynuje działalność około 2000 Komitetów Łączności ze Szpitalami w ponad 150 krajach. Organizuje również szkolenia dla przeszło 16 000 starszych zborów Świadków Jehowy, którzy usługują w tych komitetach (w Polsce to ponad 300 wolontariuszy).
Służba Informacji o Szpitalach postanowiła pomóc lekarzom w podejmowaniu się leczenia, metodami zgodnymi z życzeniami Świadków Jehowy. Śledzą oni fachową literaturę medyczną na świecie i gromadzą artykuły z przeszło 3600 czasopism, które omawiają zagadnienia związane z leczeniem bez użycia krwi. Służba Informacji o Szpitalach w razie potrzeby udostępnia wszystkim zainteresowanym instytucjom medycznym i lekarzom zgromadzone i opracowane przez siebie materiały. Poza tym na życzenie różnych szpitali, uczelni i towarzystw medycznych organizuje prezentacje i wykłady o dostępnych alternatywnych metodach leczenia. Członkowie tych komitetów przeprowadzili prezentacje w najsłynniejszych ośrodkach medycznych świata. Służba Informacji o Szpitalach działa w każdym z 85 Biur Oddziału, w których członkowie dyżurują całodobowo. Ze Służbą Informacji o Szpitalach współpracują konsultanci – lekarze, którzy udzielają porad innym lekarzom w zakresie leczenia bez użycia krwi.
W Polsce Służba Informacji o Szpitalach mieści się w Biurze Oddziału Świadków Jehowy w Polsce w Nadarzynie pod Warszawą i nadzoruje 17 Komitetów Łączności ze Szpitalami. Na XIII Międzynarodowym Zjeździe Polskiego Towarzystwa Anestezjologii i Intensywnej Terapii (PTAiIT), zorganizowanym w Łodzi w dniach od 15 do 18 września 1999 roku, w którym uczestniczyło około 1800 anestezjologów i chirurgów z 14 krajów na dwóch stoiskach zorganizowano wystawę i punkt informacyjny o zabiegach i alternatywnych metodach operacyjnych bez użycia krwi. Do owego czasu – według edycji miesięcznika „Twój Magazyn Medyczny”, wydanej z okazji XIII Zjazdu PTAiIT – uznani lekarze jednej kliniki – profesor Zbigniew Religa oraz profesor Marian Zembala z innymi lekarzami przeprowadzili w latach 1985–1998 w samej tylko Klinice Kardiochirurgii Śląskiego Centrum Chorób Serca w Zabrzu około 140 operacji kardiochirurgicznych u Świadków Jehowy, dorosłych i dzieci, bez użycia homologicznej krwi, z zastosowaniem  metod alternatywnych. W samym tylko okresie od czerwca 2000 do kwietnia 2003 roku odbyły się w Polsce 72 spotkania Służby Informacji o Szpitalach z ich personelem. Wzięło w nich udział przeszło 1000 lekarzy, pielęgniarek i studentów.